# آرام گارونه
آرام گارونه (ارمنی: Արամ Գառօնէ؛ زادهٔ ۱۹۰۵ - درگذشته ۱۹۷۴) شاعر، نویسنده و روزنامه‌نگار ارمنی بود.

## زندگی‌نامه
با نام اصلی آرام تر-باغداساریان (ارمنی: Արամ Տէր Բաղդասարեան) در سال ۱۹۰۵ (۱۲۸۴) در شهر تبریز به دنیا آمد. تحصیلات ابتدایی را در زادگاهش گذراند و سپس به مدت دو سال در مدرسهٔ ارامنه وین، اتریش به تدریس پرداخت. وی پس از بازگشت به ایران در مدارس ارامنه به عنوان معلم و مدیر به کار پرداخت. گارونه از سال ۱۹۴۹ (۱۳۲۸) به مدت ۴۴ سال ماهنامه «لوسابر» را برای کودکان و نوجوانان به چاپ رساند و در حدود ۴۳ سال به همکاری با روزنامه‌ها و مجلات مختلف ارمنی زبان پرداخت. 
آرام گارونه در سال ۱۹۷۴ (۱۳۵۳) در سن ۶۹ سالگی در تهران دارفانی را وداع گفت و در آرامستان دولاب به خاک سپرده شد.

## آثار
وی همچنین داستان‌هایی برای کودکان نوشته‌است. مهمترین آثار وی عبارتنداز:
- «Արայ եւ Շամիրամ» (۱۹۲۶)
- ترانه‌های روزها «Օրերի երգեր» (۱۹۳۰) مجموعه شعر
- «Արեւահաս»
- گل‌ها گل‌ها «Ծաղիկներ,ծաղիկներ» (۱۹۴۲) مجموعه شعر
- «Աշնանամուտ» (۱۹۴۸)
- گل‌های پاییزی «Աշնան ծաղիկներ (۱۹۶۰) مجموعه شعر
- «Իրիկնամուտ» (۱۹۷۲)
- «Հրաժեշտի պոէմ»
- در آستانه پاییز مجموعه شعر
- «در راه عدالت» رمان

## نمونه شعر
| آتش در درون بخاری به آرامی می‌سوزد    |  | همچون اضطراب همیشه بیدارِ عشقی نومیدوار    |
| شعله می‌کشد، شراره می‌پراکند، می‌فرساید |  | به سان زخمی التیام ناپذیر، خاموش و غم‌گسار |